# Народни календари Словена
Народни календар – историјски формирани систем дељења, бројања и уређивања годишњег времена, на основу кога су организовани обредни циклус, производна и свакодневна пракса, у значајној мери и веровања, као и фолклор.
У основи народног календару стоји црквени (хришћански) календар који одређује састав, ред, хијерархију јединица годишњег времена (пре свега празника, постова и месојеђа), у значајном степену и њихову терминологију. Ипак, садржајна страна календару, тумачење празника, периода и сезона, као и обреди, обичаји, забране, упутства који се везују за них, не могу се у целини извести из хришћанског учења и јављају се као органска компонента народне традиције.